# Owensita
L'owensita és un mineral de la classe dels sulfurs, que pertany al grup de la djerfisherita. Rep el nom en honor de DeAlton R. Owens (1934-), del Centre canadenc de tecnología energètica i mineral.

## Característiques
L'owensita és un sulfur de fórmula química (Ba,Pb)₆(Cu,Fe,Ni)₂₅S₂₇. Cristal·litza en el sistema isomètric. La seva duresa a l'escala de Mohs és 3,5. És l'anàleg de coure de la zoharita.
Segons la classificació de Nickel-Strunz, l'owensita pertany a «02.FC: Sulfurs d'arsènic, àlcalis, sulfurs amb halurs, òxids, hidròxid, H₂O, amb Cl, Br, I (halogenurs-sulfurs)» juntament amb els següents minerals: djerfisherita, talfenisita, bartonita, clorbartonita, arzakita, corderoïta, grechishchevita, lavrentievita, radtkeïta, kenhsuïta, capgaronnita, perroudita, iltisita, demicheleïta-(Br) i demicheleïta-(Cl).

## Formació i jaciments
Va ser descoberta al dipòsit de coure, níquel i PGE de Wellgreen, al districte de Kluane (Yukon, Canadà). Només ha estat descrita en un altre indret arreu del planeta, a la pedrera Caspar, que es troba al volcà Bellerberg, a Mayen (Renània-Palatinat, Alemanya).